# FLiNaK

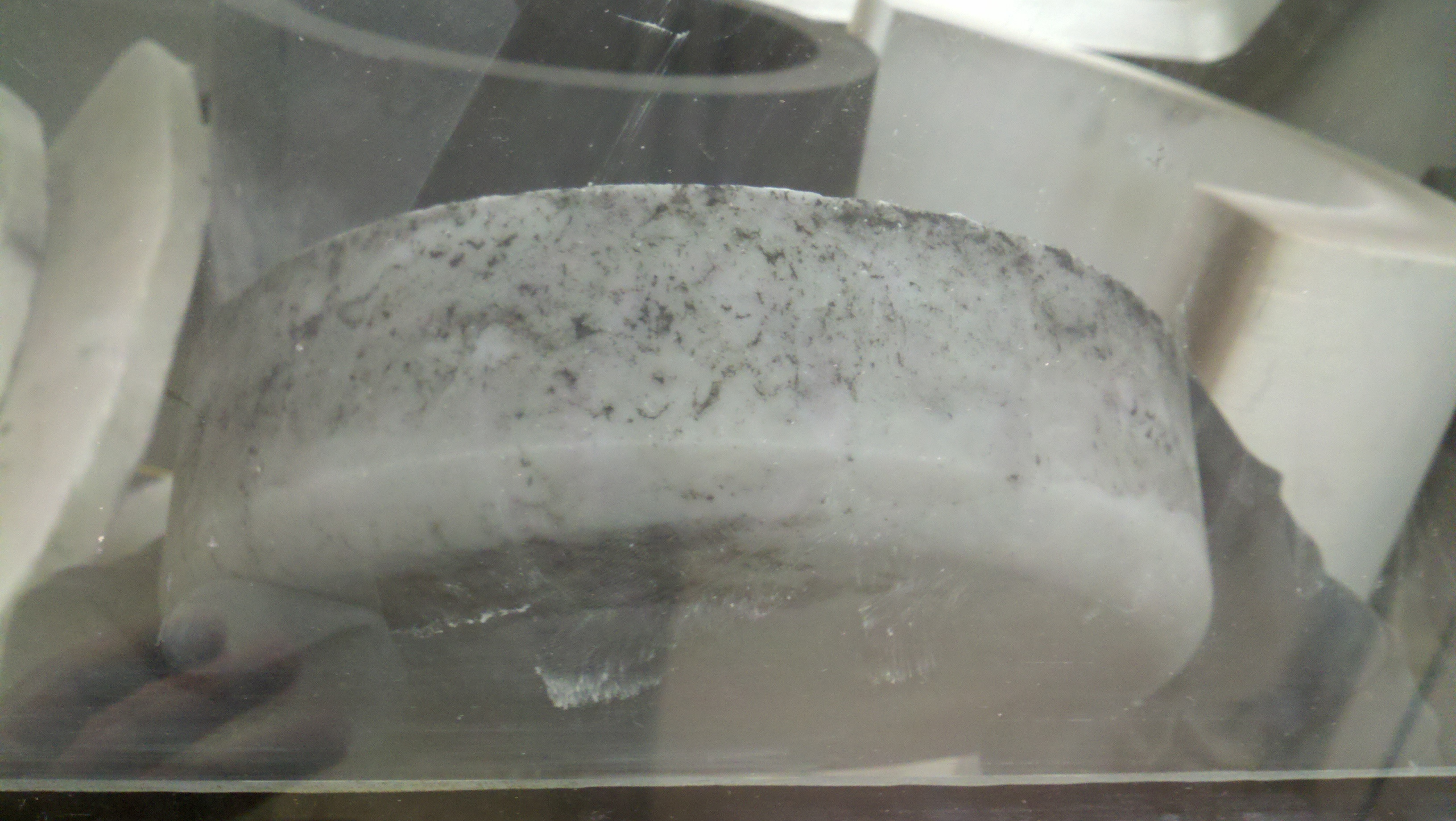
FLiNaK ở dạng rắn

FLiNaK là tên của hỗn hợp muối fluoride của ba kim loại kiềm. Đây là hỗn hợp thuộc hệ eutecti gồm các thành phần LiF−NaF−KF (tỉ lệ 46,5−11,5−42 mol %). Nó là một chất rắn không màu, nhiệt độ nóng chảy 454 ℃ và nhiệt độ sôi 1570 ℃. Hỗn hợp được sử dụng làm chất điện li để mạ điện các kim loại và hợp chất chịu lửa như titan, tantan, hafni, zirconi và muối borua của chúng. FLiNaK làm chất làm mát tiềm năng trong lò nhiệt độ rất cao (VHTR), một loại lò phản ứng hạt nhân.

## Chất làm mát
Cuối thập niên 50 của thế kỉ XX, Phòng thí nghiệm quốc gia Oak Ridge thì nghiệm rất nhiều muối FLiNaK. Hỗn hợp là chất làm mát khá tiềm năng, có thể sử dụng trong lò muối nung chảy (MSR) vì nhiệt độ nóng chảy thấp, khả năng chịu nhiệt tốt và ổn định hóa học ở nhiệt độ cao. Muối FLiBe có khả năng làm dung môi muối cho lò muối nung chảy do có thể phân tách chọn lọc hạt nhân. FLiNaK có tính chất như chất làm mát trung gian cho lò muối nung chảy ở nhiệt độ cao vì nó có thể truyền nhiệt mà không cần đến nhiên liệu.

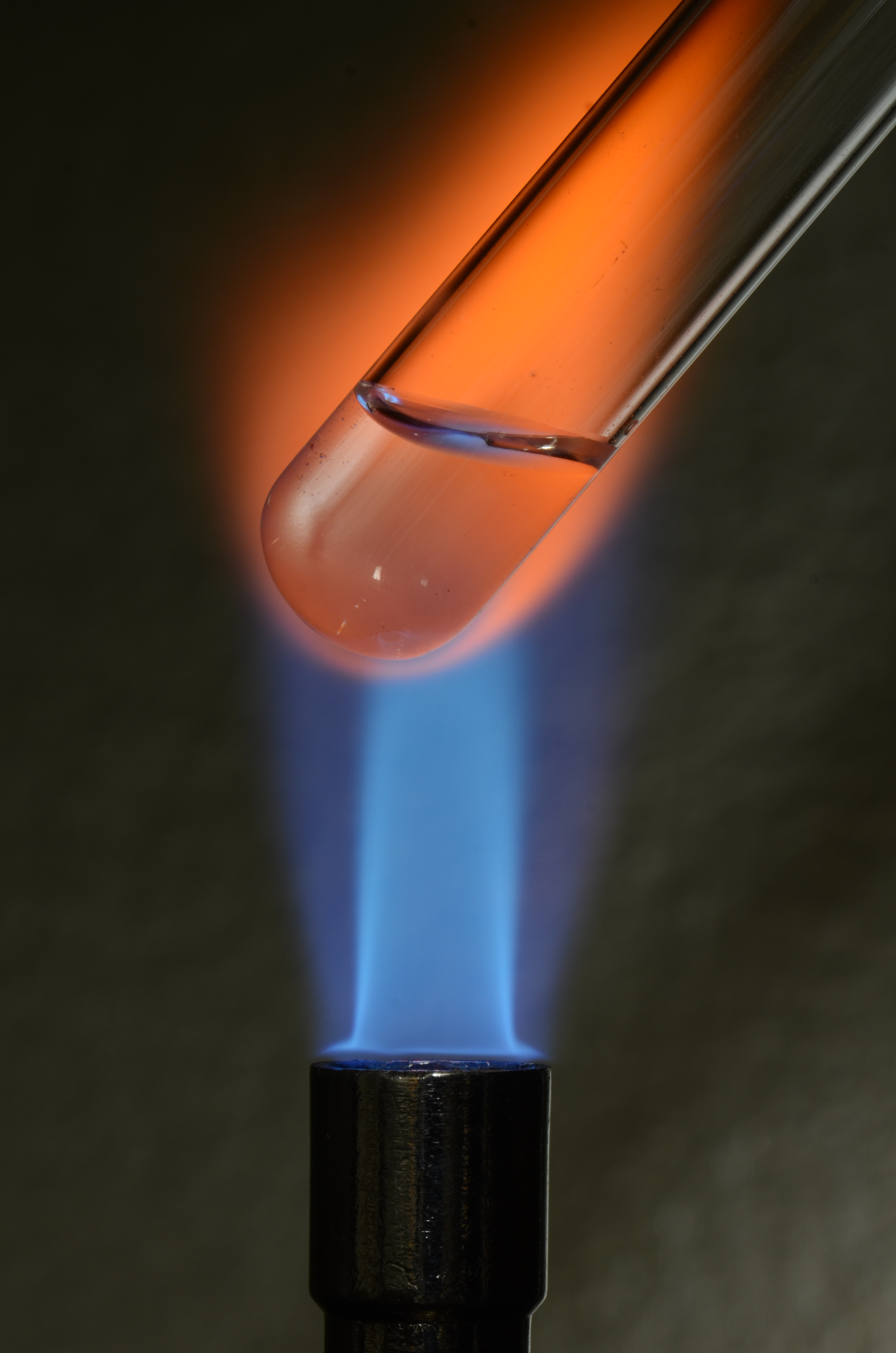
Muối FLiNaK nóng chảy trong ống nghiệm khi được nung nóng bằng lửa khí tự nhiên.

## Hóa học
Giống như tất cả các muối, muối fluoride gây ra sự ăn mòn điện hóa trong hầu hết các kim loại và hợp kim. FLiNaK khác với FLiBe vì FLiNaK dư thừa các ion flo. Khi FLiNak nóng chảy, vì ba thành phần là muối fluoride của kim loại kiềm nên hệ điện ly thành các ion dương và âm. Nồng độ các ion flo khi nóng chảy có thể ăn mòn bất kỳ cấu trúc kim loại nào nếu thuận lợi về mặt năng lượng. Điều này trái ngược với hệ FLiBe (tỉ lệ hỗn hợp trung tính hóa học là 66−34), vì LiF sẽ cho BeF2, ion F−, tạo ra ion tetrafloroberylat BeF42−.